# Вознесенка (Покровский район)
Вознесенка (укр. Вознесенка) — село на Украине, находится в Покровском районе Донецкой области.
Код КОАТУУ — 1423385403. Население по переписи 2001 года составляет 52 человека. Почтовый индекс — 85610. Телефонный код — 6278.
8 ноября 2024 года в ходе боёв за Курахово село занято Вооружёнными силами РФ.

## Адрес местного совета
85610, Донецкая область, Марьинский р-н, с.Новоселидовка, ул.Ленина, 1а[обновить данные]